# Ugandas flagga
Ugandas flagga består av sex band i färgerna svart, gult och rött. I mitten finns nationalsymbolen Östafrikansk krontrana (Balearica regulorum gibbericeps) mot en vit cirkel. Flaggan antogs av Uganda den 9 oktober 1962 och har proportionerna 2:3.

## Symbolik
Färgerna användes av partiet UPC (Uganda People's Congress), som var ledande vid självständigheten 1962. Krontranan har varit en symbol för Uganda sedan kolonialtiden, och ingår även i statsvapnet. Färgerna i flaggan ska symbolisera folket (svart), solen (gult) och broderskap (rött). 

## Historik
Flaggan skapades av justitieministern Grace Ibingira i samband med övergången från självstyre till självständighet 1962. När den ugandiske diktatorn Idi Amin flydde till Saudiarabien 1979 förde han med sig originalen till nationsflaggan, statsemblemet och statsvapnet, föremål som den ugandiska staten återkrävde från Saudiarabien 2005. Trots det tidvis mycket turbulenta politiska läget i Uganda har flaggan förblivit oförändrad.

Kungariket Bugandas flagga, före den brittiska kolonisationen.
Brittiska Ugandas flagga 1894-1962.
Tillfällig flagga efter självständigheten 1962.